# Allan Lüttecke
Allan Andreas Lüttecke Rascovky (* 31. Januar 1993 in Santiago) ist ein ehemaliger chilenischer Fußballspieler auf der Position eines Stürmers.

## Karriere
Allan Lüttecke kam mit elf Jahren in die Jugend des Universidad Católica und durchlief die Teams bis zur Profimannschaft, in der er im Dezember 2011 unter Trainer Mario Lepe debütierte. Neben einem Ligaeinsatz kam er auch zu drei Einsätzen in der Copa Chile, in der die Crusados als Sieger hervorgingen. Langfristig setzte er sich aber nicht durch und wechselte nach einer Leihe 2014 an Coquimbo Unido 2015 zu Unión La Calera. Nach einem Jahr ging er zum AC Barnechea und beendete dort 2019 seine Karriere mit dem Ziel, Pilot zu werden.

## Erfolge
Universidad Católica
- Chilenischer Pokalsieger: 2011